# Onthophagus katangensis
Onthophagus katangensis är en skalbaggsart som beskrevs av Frey 1961. Onthophagus katangensis ingår i släktet Onthophagus och familjen bladhorningar. Inga underarter finns listade i Catalogue of Life.